# Alburi Lam
Alburi Lam — un pico de montaña en la región de Kazbekovsky de Daguestán en la frontera con la República de Chechenia. Altura sobre el nivel del mar - 2177,0 metros, los asentamientos más cercanos: Almak, Burtunay, Kalininaul y los ahora desaparecidos auls Alburi-Otar y Khaniy duk al este de Alburi-Lam se encuentra el pico de la montaña Tsanta cuya altura es de 2294 metros, por lo que Alburi-Lam es el segundo pico más alto de la montaña Tsanta Ridge.